# 삼정천
삼정천(三亭川)은 울산광역시 울주군 청량읍 삼정리의 들반수골에서 발원하여 대체로 북동류하고 동해고속도로의 삼정천교 부근에서 동류, 광산농원 부근에서 남동류 덕하리에서 대체로 동류하다가 울산광역시 울주군 청량읍 덕하리의 청량천(외황강 본류)으로 흘러드는 강이다.
2003년 8월 4일 이 강의 상류에서 물놀이를 하던 일가족 9명이 급류에 고립되어 사상사고가 발생하였다. 2008년 8월 14일-16일까지 이틀간 내린 비로 인해 청량면 덕정리 상남지구 인근의 이 강 둑이 70m가량 유실되어, 인근 논에 물이 넘치면서 모두 5㏊의 논이 침수되었다.